# Blepharis fleckii
Blepharis fleckii är en akantusväxtart som beskrevs av P. G. Meyer. Blepharis fleckii ingår i släktet Blepharis och familjen akantusväxter. Inga underarter finns listade i Catalogue of Life.